# Rioux-Martin
Rioux-Martin – miejscowość i gmina we Francji, w regionie Nowa Akwitania, w departamencie Charente.
Według danych na rok 1990 gminę zamieszkiwało 211 osób, a gęstość zaludnienia wynosiła 14 osób/km² (wśród 1467 gmin regionu Poitou-Charentes, Rioux-Martin plasuje się na 787. miejscu pod względem liczby ludności, natomiast pod względem powierzchni na miejscu 578.).